# Kamen Rider Super-1
Kamen Rider Super-1 (仮面ライダースーパー1 Kamen Raidā Sūpā Wan) è una serie televisiva giapponese di supereroi. È la settima serie del franchise di Kamen Rider. La serie venne trasmessa sulla Mainichi Broadcasting System dal 17 ottobre 1980 al 3 ottobre 1981 per un totale di 48 episodi. La serie venne co-prodotta dalla Toei e dalla Ishimori Productions e venne ideata da Shōtarō Ishinomori.

## Trama
Kazuya Oki si offre volontario per un'operazione di chirurgia cibernetica per il programma spaziale internazionale negli Stati Uniti in modo da diventare un astronauta che può sopravvivere nello spazio senza avere bisogno di una tuta. Dopo l'operazione, gli viene dato il nome in codice Super-1. Prima che Kazuya possa partire per lo spazio, la base dove è stato operato viene attaccata dal Regno di Dogma. Solo Kazuya riuscì a salvarsi e, determinato a vendicare la morte degli scienziati, ritorna in Giappone e viene addestrato nelle arti marziali dal maestro Genkai. Con questa esperienza, Kazuya diventa Kamen Rider Super-1 per combattere contro i mostri del Regno Dogma e, successivamente, Jin Dogma.